# أحمد عبد الغفور
أحمد عبد الغفور، من مواليد 2 يونيو 1987، لاعب كرة قدم كويتي. بدأ مسيرته الكروية مع نادي العربي الكويتي في موسم 2006/2007، وهو يلعب معهم حتى الآن. وقد مثل المنتخب الكويتي الأول والأولمبي.